# The American Journal of Pathology
Das American Journal of Pathology, abgekürzt Am. J. Pathol., ist eine wissenschaftliche Fachzeitschrift, die vom Elsevier-Verlag veröffentlicht wird. Sie ist die offizielle Zeitschrift der American Society for Investigative Pathology und erscheint mit zwölf Ausgaben im Jahr. Es werden Arbeiten aus allen Bereichen der Pathologie veröffentlicht.
Der Impact Factor lag im Jahr 2014 bei 4,591. Nach der Statistik des ISI Web of Knowledge wird das Journal mit diesem Impact Factor in der Kategorie Pathologie an neunter Stelle von 76 Zeitschriften geführt.